# Légende de la princesse Bari
La légende de la princesse Bari raconte les aventures épiques de l'un des personnages les plus emblématiques de la culture traditionnelle coréenne. Elle fait revivre les racines chamaniques d'un peuple attaché à des valeurs qui ont traversé les millénaires et continuent d'inspirer les nouvelles générations.

## Le récit

### Au pays du Matin calme
Il était une fois un roi et une reine vieillissants, et qui n’avaient eu qu’un seul fils, nommé Séja, « le prince héritier ». À l'âge de quinze ans, il était d'usage de lui trouver une fiancée.
Les souverains consultent alors mudang, la chamane, pour obtenir des conseils des esprits et des ancêtres. Les devins prédisent que, si le prince choisit le bon moment pour se marier, il aura trois fils ; en revanche, s’il choisit le mauvais moment, il aura sept filles.
Comme tous bons parents, le roi et la reine étaient impatients d'avoir des petits-enfants rapidement ; ils n’attendent pas une année propice et marient leur fils durant une année de malchance !  
À la mort de ses parents, Séja devient roi. C’est alors que son épouse donne naissance à une fille qu'ils nomment Hongdo, du nom de la fleur de pêcher, et ils lui attribuent le surnom de Tarijang Assi signifiant « Mademoiselle ». Puis viennent d'autres filles  jusqu'à la sixième. Dès lors, le roi décide de ne plus leur choisir de prénom ni de surnom.

### Septième enfant
Enfin, un septième enfant est sur le point de naître, et c'est un présage de bon augure. Le roi espère de tout cœur que ce soit enfin un garçon pour perpétuer la lignée royale. Mais, à sa grande déception, c’est encore une fille ! Alors le roi, papa d’une septième fille, est irrité et se met en colère, il ordonne que le bébé soit abandonné.
Cependant, comme pour la protéger, des corneilles et des pies s’approchent du berceau et recouvrent la princesse de leurs plumes ; ce sont des oiseaux de bon augure. Le bébé est placé sur un couffin dans un coffre fermé et posé sur l’eau de la rivière. Une tortue s’approche et pousse le radeau de bambou en direction de la mer de l’Est.
C'est alors que le Bouddha, en promenade dans les parages, aperçoit le radeau et en retire la ravissante jeune fille. Il choisit de la confier à Piri Kongdok, un vieil homme et à son épouse.

### Cœur de grands-parents
Le couple âgé s’occupe de la princesse Bari avec beaucoup d'attention. Un jour, devenue grande, elle leur demande qui sont ses véritables parents. La grand-mère lui répond que son papa est un bambou et sa maman le paulownia, le grand arbre impérial aux fleurs violettes mellifères prisées des abeilles. Dès lors, la jeune fille fait preuve d'une grande dévotion envers le bambou et le paulownia, et prend grand soin d’eux.

### Destinée
Le couple royal consulte à nouveau la chamane mudang et les devins pour connaître son avenir. La réponse est sans équivoque : leur fin est proche et ils mourront tous les deux, le même jour à la même heure, s’ils ne retrouvent pas leur fille abandonnée !
Ils ont également un rêve dans lequel ils comprennent qu’ils sont punis d'une mort prématurée pour avoir abandonné l’un de leurs enfants. Mais il leur reste une chance si la princesse abandonnée leur apporte l'eau très pure, un élixir de longue vie, qu'elle  seule est en mesure de leur apporter. Le roi ordonne donc qu'on recherche et ramène la princesse Bari à la cour royale. Les envoyés retrouvent le couple âgé qui l'héberge. La reine leur a donné un indice important concernant les vêtements de bébé pour la reconnaître. Ils demandent alors à voir les vêtements qu'elle portait lors de sa découverte et vont jusqu’à comparer son sang avec celui de la reine, le test confirme que c'est bien la princesse royale recherchée.

### Élixir de longue vie
Peu après le retour de la princesse à la cour royale, le roi et la reine tombent gravement malades. Le roi comprend que le seul remède est de se faire apporter cet élixir de longue vie qui coule d'une source unique au pays de Musang Songwan, le gardien de l'eau médicinale, lui-même qualifié de Grand Dieu. L’expédition est très périlleuse car il faut s'aventurer dans le monde souterrain, or pas une seule des princesses aînées n'ose aller chercher ce médicament miraculeux. Heureusement, mue par sa piété filiale envers ses parents, la princesse Bari se porte volontaire. Pour éviter toute convoitise d'hommes mal intentionnés, la princesse s'habille en homme. D’abord, elle va rencontrer le Bouddha qui lui indique le chemin et lui remet une fleur de lotus en soie. Entrée dans ce monde souterrain, avec ce lotus, elle sauve d'abord les âmes de milliers d'esprits qui souffrent en enfer, enfermés dans une forteresse dont on ne s'échappe pas.
Arrivée près de la fontaine, elle trouve un ermite qui est le gardien de l'eau médicinale. Elle lui demande de cette eau pure de la source. Mais celui-ci doit d'abord la mettre à l'épreuve, alors il la garde chez lui où elle le sert en faisant de bonnes actions. Immanquablement ils tombent amoureux et celui-ci la prend comme épouse. Les années passent. Ce n’est qu'après avoir accouché de sept fils qu’elle peut retourner au palais en compagnie du gardien de l'eau médicinale et de leurs sept garçons.

### Dénouement
À leur arrivée au palais, tous les ministres portent des vêtements de deuil et pleurent le couple royal qui vient de mourir. Mais, les souverains ayant donné l'ordre de ne pas les enterrer reposent toujours dans la chambre mortuaire, convaincus que la princesse Bari reviendrait bientôt avec l’élixir de longue vie. La princesse Bari s'accroupit sur place en pleurs puis porte l'eau pure médicinale aux lèvres de ses parents en leur demandant pardon d'être arrivée si tard. Elle asperge les corps et utilise d’autres remèdes miraculeux offerts par le gardien pour ranimer leur corps physique, redresser leurs os et leur insuffler la vie. Ainsi, les parents renaissent. Avec reconnaissance et une grande joie, ils saluent la princesse, son mari et leurs sept fils. En remerciement, le roi lui promet de lui donner tout ce qu'elle voudra. La princesse Bari ne veut pas de biens matériels ; elle veut seulement devenir la gardienne des morts et protéger ceux qui sont punis. Pour accéder à son souhait, le roi lui décerne un titre sacré. Ainsi l'héroïque princesse Bari devient l'intermédiaire entre le monde physique et le monde des esprits, une divinité vénérée avec un immense respect par les chamanes.

## Versions
Il existe des centaines de versions de la légende ; leur point commun est l'utilisation des chants chamaniques traditionnels. Quelle que soit la version, c’est la princesse Bari qui mène l’intrigue.
Une étude des caractéristiques de chaque version montre que le récit de Bari-gongju prend la forme de chants chamaniques principalement liés au rituel d'entrée dans le cheondogut, le monde souterrain des esprits. Au cours des siècles, l'apport de chaque nouvelle religion influence les récits populaires de même que l'énoncé du mythe lié à sinmo, la mère divine. Chaque région de Corée et de Mandchourie a développé une version spécifique qui met l'accent sur la transmission des rituels propres à sa culture, parfois de façon très sérieuse et parfois sous forme comique servant alors à divertir.

### La région centrale
La version de la région centrale de la Corée insiste sur les rituels chamaniques anciens, au temps de leur adoption par la cour royale. Le ton est sérieux. La princesse se déguise en homme et voyage dans le monde souterrain, au cours duquel elle sauve ceux qui souffrent en enfer, à l'aide de sorts et d'un hochet. Dans le dénouement, Bari devient guide des enfers pour l'esprit des morts et elle est vénérée à ce titre, alors que d’autres versions n’en parlent pas. Son objectif principal est de présenter le rituel d'entrée dans le monde souterrain.

### La côte du levant
La version de la côte du levant privilégie les éléments divertissants et amusants qui animent les fêtes populaires. Par exemple, le jeu de Bari qui s’est déguisée en homme et les péripéties du gardien de l’eau médicinale pour découvrir qu’elle est une femme. Le rendu comique de la scène de Bari allant chercher la potion à Yaksutang, le bassin de macération des plantes médicinales. Les gesticulations sexuelles dans les scènes de la conception et de la naissance des sept filles. Les chants sont influencés par le genre de chanson narrative solo pansori, dramatique, musicale et tout en vers.

### Jeolla du Sud
La version de Jeolla du Sud décrit tout une intrigue liée au retour de Bari avec son flacon d'élixir de longue vie. Bari ne se déguise pas en homme. Il y a de croustillants détails qui agrémentent les chants. Le récit est court et le contexte est spécifique à cette région et parfois fort différent des autres versions.

### La région du centre-ouest
La version de la région du centre-ouest donne une place importante à la naissance des six sœurs de Bari. Lorsqu’elle est abandonnée, elle est sauvée par le Grand-père et la Grand-mère tandis que d’autres versions mentionnent le Bouddha. Cette version privilégie le mariage de Bari avec le gardien de l’eau médicinale.

### La Corée du Nord
La version de Corée du Nord comme celles de Manchourie dépeignent les grands-parents de la princesse comme des exilés venus du ciel qui n’ont pas encore d’enfants, c'est la raison pour laquelle ils envient les couples qui en ont. Séja, le prince héritier, vient au monde quand ils sont âgés. Dans le dénouement, Bari meurt après avoir ramené l'eau médicinale. Contrairement aux autres versions, le statut de la princesse Bari accorde peu d’importance au fait qu’elle conduise les esprits des morts vers l'enfer.

## Culture coréenne
Dynastie, lignage, destin, eau miraculeuse, devins, karma, médecine chinoise, chamanisme, piété filiale, sont des thèmes abordés dans la légende de la princesse Bari qui ont une signification spécifique depuis des millénaires dans la culture coréenne.
Qu'attendent les adeptes de ces pratiques ? L'appel aux ancêtres, déesses et dieux, ou grandes figures de l'histoire correspond à un besoin de sécurité dans leur vie quotidienne, de protection, de guidance pour les décisions à venir mais surtout ils veulent s'assurer d'une place confortable dans le monde des morts. Vu que la princesse Bari a libéré des esprits qui étaient prisonniers et qu'elle a choisi de les guider vers leur demeure dans le monde souterrain, il est préférable de la vénérer avant d'entrer dans ce monde inconnu. La pratique des rites chamaniques permet de se préoccuper de cette seconde vie. Cela convient aux Bouddhistes qui y voient une opportunité de réincarnation.
La Corée est une terre volcanique avec beaucoup de sources thermales et minérales. De la plus lointaine antiquité, ces sources sont le lieu de résidence d'un grand nombre de dieux, de déesses et de fées qui apportent la santé physique et mentale, ce qui en fait des lieux de pèlerinage et de vénération.
Le chamanisme, critiqué ou reconnu, reste en Corée présent dans tous les esprits et toutes les fêtes traditionnelles comme fondement de la culture coréenne. Puis une pensée plus articulée a pris naissance avec les trois courants du confucianisme, du taoïsme et du bouddhisme. Le taoïsme, fondé par Laozi et Zhuangzi, n’a pas suscité de penseurs d’envergure en Corée mais reste une source d’admiration et d’inspiration par son côté ésotérique lié aux recherches de santé, voire de quête d’immortalité. Sans qu'aucune ne soit délaissée, toutes ces traditions s'additionnent les unes aux autres et forment cette culture coréenne très originale. Ainsi la légende de la princesse Bari n'a pas pris une ride au XXIe siècle

## Traditions spirituelles dans la légende

### Chamanisme
Le chamanisme est fortement associé au féminin : c’est une chamane (mudang) qui préside à la mise en relation entre les souverains qui sollicitent un conseil et les esprits dans le ciel. Elle joue un rôle de médium avec les divinités, les sages du passé et les ancêtres. Cette légende raconte une histoire chamanique bien avant l’arrivée du bouddhisme et du confucianisme. Les Coréens sont restés attachés à cette origine maternelle de leur peuple et de leurs traditions. La femme incarne à la fois la fille, la sœur, l'épouse, la mère, la grand-mère et la reine. Plusieurs rituels sont conservés, comme le kosa, un rite d'offrande faite aux esprits avant le démarrage d'une activité, et le kut, une danse chamanique, que la mudang ou le paksu effectuent en transe. Le kosa et le Kut permettent d'entrer en contact avec les esprits, de prédire l'avenir ou de connaître le passé.

### Zoroastrisme
Le zoroastrisme est la religion de la joie et de la fête. Le chant, la musique et la danse font partie de la vie quotidienne. C'est une religion monothéiste qui plaît aux Coréens, avec son dieu Ahura Mazda, toujours paisible et content, car les autres religions font appel au polythéisme ou ne considèrent pas l’existence de Dieu.
Le concept de la vie en famille de trois ou quatre générations est privilégié de même que la beauté de l’amour conjugal et de l’accouplement. La joie des relations sexuelles et de la procréation fait partie de la vie quotidienne du couple en dehors de la période de gestation de l'enfant à venir. Les organes génitaux sont le palais de l’Amour. Dans le mariage, la relation sexuelle entre époux se fait en toute liberté et sans culpabilité, contrairement à d’autres religions. La monogamie et la fidélité conjugale sont de mise ; malheur à celui qui enfreindrait la loi céleste ! Les images sexuelles font partie du quotidien. L’eau qui coule de la source représente le sperme, la vasque emplie de fleurs parfumées (médicinales) représente le vagin. Autant de notions qui sont mises en scène par les chants et les danses dans la légende de la princesse Bari.
Le fait que la princesse se déguise en homme donne lieu à des scènes croustillantes. Les petites filles qui se déguisent en garçon et vice-versa font partie de la tradition des danses populaires d'inspiration Zoroastre.

### Taoïsme
Le personnage de Bari incarne l'idéal taoïste qui recherche une harmonie de l’être humain avec la nature et l’univers. Le taoïsme est préoccupé par l'individu, sa conscience et sa vie spirituelle. Des histoires illustrant la nature insouciante du sage taoïste idéal sont attribuées à Zhuangzi. Par exemple, son recueil de légendes précise que le phénix ne peut se poser que sur les paulownias. L’eau vive est une muse intemporelle, une inspiratrice, une conseillère. D'elle surgit la vie ; elle est le symbole de la fécondité de la végétation et de la femme. L’accès à l’eau pure qui guérit et permet une longue vie est un chemin difficile. Tout le monde souhaite vivre plus longtemps. Quand le roi et la reine sont malades, ils aspirent à accéder à cette eau pure et ces médicaments thérapeutiques. De là vient la médecine traditionnelle chinoise.

### Bouddhisme
Dans ce récit, le bouddhisme trouve toute sa place avec l’intervention personnelle du Bouddha. Chaque Bouddha se réincarne de façon à ce qu’à chaque période il y ait un. Il est sensible à la précarité de la vie humaine, aux conditions après la mort physique et à la réalité du mal. Ainsi, il ouvre un chemin de salut pour les êtres humains. C'est pourquoi Il remet cette fleur de lotus à la princesse Bari qui servira à la libération des esprits en enfer. Dans le récit, le roi n'a pas respecté la guidance des devins, alors il doit expier sa faute, c'est son karma. Sans réparation, les fautes des parents sont un poids pour leurs descendants. Pour être guéri le couple royal doit retrouver sa fille abandonnée.

### Confucianisme
De nombreux passages de cette légende sont liés au confucianisme. Celui-ci est apprécié pour ses capacités à penser des formes de gouvernement et d’organisation de la société, accordant une place importante à la famille et apportant des exemples d’éducation et de préparation aux responsabilités. Les textes de Confucius prescrivent huit vertus.
- La bonne gouvernance, tel qu'elle est enseignée par Confucius, exige la droiture du souverain envers ses sujets : assurer leur protection et leur sécurité, et en retour, respect et loyauté des citoyens sont escomptés[42]. Séja, le prince héritier, prend conscience de son immense responsabilité.
- La relation entre Séja et son père, celle entre Bari et ses parents sont guidées par un principe de sincérité : éducation et respect, piété filiale (Hyo), culte des ancêtres de la lignée paternelle.
- Confucius a identifié les vertus qui gèrent les relations entre mari et femme ; fidélité conjugale ; puis rôle des grands-parents et surtout de la grand-mère[43]. Bari incarne ces valeurs quand elle sert le gardien de la source médicinale, puis se marie avec lui et donne naissance à sept garçons.
- L'ordre de naissance des enfants tient une place importante : bienveillance des parents envers l'aîné et de l’aîné envers les plus jeunes, en réponse les plus jeunes doivent respect et obéissance envers leur aîné ; la princesse Bari, née en septième position, doit respecter et obéir à toutes ses sœurs aînées. Quand elle est mariée, son mari l'accompagne chez le roi, puis la princesse choisit de revenir au pays de son époux plutôt que d'hériter de biens matériels.
- La sincérité et la solidarité sont des principes qui permettent d'entretenir une relation de confiance entre amis.

## Extension du mythe
Le judaïsme et le christianisme ont des histoires semblables et, dès le XIXe siècle, les chrétiens de Corée vont proposer des rapprochements entre la légende de la princesse Bari et les récits bibliques. Le récit mettant en scène un enfant abandonné à cause d’une prophétie ou de son sexe mais qui devient ensuite quelqu’un de célèbre, est un archétype dans l’histoire de la civilisation humaine. A noter les exemples de Moïse abandonné dans un couffin sur les eaux du Nil  (Exode 2 : 1-6), ou celui d’Œdipe, et surtout les paroles de Jésus montrant que la pierre difforme qu’ont rejetée les bâtisseurs est devenue la pierre angulaire (Mt 21 :42).
L'Épopée de Gilgamesh, récit mésopotamien du troisième millénaire avant notre ère, gravé sur une tablette d'argile, raconte une légende similaire.

### En français
- Marie Anna Dudek, Princesse Bari, Mythologie et légendes, 2020, pour planete-coree.com le 29 août 2021. https://www.planete-coree.com/princesse-bari/
- Halina Ogarek-Czoj, Mythes et légendes coréennes. Princesse Bari, Pologne, 1981,
- Bande dessinée de Gyu et Wang Peng, Princesse Bari, bandes dessinées, éditions Delcourt, 2011, 48 p.,  (ISBN 978-2756020747)
- Kim Heonsun, Princesse abandonnée Bari, https://folkency.nfm.go.kr/en/topic/detail/5353
- Charles Stépanoff, La figure mythique du chamane dans ses représentations audiovisuelles occidentales, 2004, pages 17-68, Études mongoles et sibériennes, centrasiatiques et tibétaines, https://www.persee.fr/doc/emong_2551-9603_2004_num_35_1_1149
- Bernard d’Abrigeon, documentaire télévisé de la série « Des trains pas comme les autres »), Antenne 2, 1992, Opposition entre Séoul et son « modern agressif » et l’île de cheju où l’on pratique le chamanisme.

### Autres langues
- Divinità della Mitologia Coreana, vidéo en italien : https://www.youtube.com/watch?v=H6Hz0Wph7qk
- Nombreuses vidéos en coréen et en chinois